# Gliceria de Trajanópolis
Santa Gliceria de Trajanópolis o bien de Heraclea (Roma - ca. 177, o bien entre el 138 y el 161, Heraclea Perinto, Propóntide) fue una santa y virgen cristiana.  
Hija del patricio Macario, la familia se trasladó de Roma a Trajanópolis siendo ella aún muy joven. La santa confesó abiertamente la fe ante el prefecto Sabino, quien ordenó a los soldados que la llevasen a ofrecer sacrificios en el templo de Júpiter. En vez de obedecer, Gliceria derribó la estatua de oro del dios y la hizo pedazos. Los verdugos la colgaron por los cabellos y la azotaron con varillas de acero, pero no consiguieron hacerle daño alguno. Entonces la encarcelaron y la privaron de todo alimento, pero un ángel le llevaba diariamente la comida. La santa fue arrojada en un horno, pero las llamas se apagaron al punto. Finalmente, los verdugos le arrancaron los cabellos y la echaron a las fieras, pero Gliceria murió antes de que éstas la tocasen. En Heraclea se erigió una espléndida iglesia en su honor. 
Su fiesta se celebra el 13 de mayo en la liturgia ortodoxa. Ella es principalmente reconocida como una santa cristiana oriental, habiendo caído su popularidad como una santa católica.